# Coenosia leucotrichia
Coenosia leucotrichia este o specie de muște din genul Coenosia, familia Muscidae, descrisă de Albuquerque în anul 1956. Conform Catalogue of Life specia Coenosia leucotrichia nu are subspecii cunoscute.